# Johan (film)
Johan är en svensk stumfilm från 1921 i regi av Mauritz Stiller.

## Om filmen
Filmen premiärvisades 28 februari 1921. Filmen spelades in i Morjärv och Flakaträsk och i trakten av Västanfors söder om Morjärv, samt längs Kamlungeforsen i Kalixälven i Norrbotten av Henrik Jaenzon. Som förlaga har man en fri bearbetning av Juhani Ahos roman Juha som utgavs 1911. Romanen har senare filmats under titeln Juha 1999 i regi av Aki Kaurismäki, 1956 i regi av T.J. Särkkä och 1936 i regi av Nyrki Tapiovaara.

## Rollista (i urval)
- Mathias Taube – Johan, bonde i obygden
- Jenny Hasselquist – Marit, föräldralös flicka
- Urho Somersalmi – Främlingen
- Hildegard Harring – Johans mor
- Lilly Berg – Johans lillpiga
- Nils Fredrik Widegren – Den gamle fiskargubben